# Artula
Artula ist ein weiblicher Vorname oder ein Familienname.

## Herkunft und Bedeutung
Der weibliche Vorname Artula stammt aus dem Gallischen und bedeutet „kleine Bärin“. Er ist eine genaue Entsprechung des lateinischen Namens Ursula.

## Familienname
- Thomas Artula (um 1440–um 1525), österreichischer Maler von Fresken und Tafelbildern aus der Spätzeit der Gotik, siehe Thomas von Villach